# 지방시대위원회
지방시대위원회는 대한민국의 대통령 직속 지방시대 정책 심의ㆍ의결 기구이다.

## 역사
국가균형발전의 효율적 추진을 위한 관련 중요 정책에 대한 대통령의 자문에 응하기 위하여 설립된 대통령 직속 지방시대 정책 심의 의결 기구이다. 위원장 1명을 포함한 37명 (당연직의원 18명, 민간 위촉위원19명) 이내의 위원으로 구성하며 위원은 당연직위원과 위촉위원으로 구성한다. 세종특별자치시 한누리대로 411 8층에 위치하고 있다.
2003년 5월 1일 국가균형발전위원회(國家均衡發展委員會, Presidential Committee for Balanced National Development)로 설립되었고, 2023년 자치분권위원회를 통합해 지방시대위원회로 명칭 변경하였다.

## 설립 근거
- 지방자치분권 및 지역균형발전에 관한 특별법[4]

## 연혁
- 2003년 4월 7일 국가균형발전위원회 및 위원회 지원을 위한 국가균형발전기획단 출범
- 2003년 4월 9일 초대 성경륭 위원장 취임
- 2003년 12월 29일 국가균형발전특별법 국회 통과 (법률 제7061호)
- 2004년 1월 16일 국가균형발전특별법 공포
- 2004년 3월 29일 국가균형발전특별법 시행령 제정공포
- 2004년 4월 1일 국가균형발전특별법 시행령 시행
- 2005년 3월 30일 부설 한국지역혁신교육원 설립
- 2008년 5월 27일 최상철 위원장 취임
- 2010년 4월 12일 국가균형발전위원회를 지역발전위원회로 확대 개편
- 2011년 3월 25일 홍철 위원장 취임
- 2013년 7월 8일 이원종 위원장 취임
- 2017년 8월 16일 송재호 위원장 취임
- 2018년 3월 20일 국가균형발전위원회로 개편
- 2020년 3월 9일 김사열 위원장 취임
- 2022년 9월 2일 우동기 위원장 취임
- 2025년 6월 30일 김경수 위원장 취임

## 주요 업무

### 다음 사항에 대한 심의
- 지방자치분권 및 지역균형발전 기본방향과 관련 정책 조정, 국정과제의 총괄ㆍ조정ㆍ점검 및 지원
- 지방시대 종합계획 수립
- 지역균형발전시책 및 사업, 지방자치분권 과제 등 추진ㆍ조사ㆍ분석ㆍ평가ㆍ조정
- 기회발전특구 지정 및 지원
- 공공기관 등 지방이전, 혁신도시 활성화 및 신설 공공기관의 입지 결정
- 지역혁신융복합단지 지정ㆍ육성, 지역발전투자협약 체결 및 운영 등

## 조직

### 당연직 위원 (15인)
- 부총리 겸 기획재정부 장관
- 부총리 겸 교육부 장관
- 과학기술정보통신부 장관
- 행정안전부 장관
- 문화체육관광부 장관
- 농림축산식품부 장관
- 산업통상자원부 장관
- 보건복지부 장관
- 환경부 장관
- 고용노동부장관
- 국토교통부장관
- 여성가족부 장관
- 국토교통부 장관
- 해양수산부 장관
- 중소벤처기업부 장관
- 국무조정실장 및 「지방자치법」 제182조제1항제1호부터 제4호까지에 따른 협의체의 대표자

### 특별위원회
- 전문위원회(지방자치분권 및 지역균형발전에 관한 특별법 시행령 제62조) 지방시대위원회의 심의사항을 분야별로 사전에 연구ㆍ검토하기 위하여 지방시대위원회에 전문위원회 설치
- 자문위원(지방자치분권 및 지역균형발전에 관한 특별법 시행령 제63조) 지방시대위원회는 업무와 관련된 사항에 대하여 자문하기 위하여 300명 이내의 자문위원을 둘 수 있음
- 지방시대기획단(지방자치분권 및 지역균형발전에 관한 특별법 제68조 및 시행령 제68조)  지방시대위원회의 사무를 효율적으로 처리하기 위하여 지방시대위원회 소속으로 지방시대기획단을 설치

## 지방시대기획단
- 법령 제·개정 등 업무 지원
- 계획 수립·운영, 연차보고 지원 등

## 지원조직
- 행정안전부·산업통상자원부(법령 제·개정 등 업무 지원)
- 기타 중앙행정기관(계획 수립·운영, 연차보고 지원 등)

## 시·도 지방시대위원회
- 위원장 1명+20명 이내 위원으로 구성(시·도지사 위촉)
- 시·도 지방시대지원단(단장 1명+단원 으로 구성/시·도지방시대위원회 운영 지원)

## 시·군·구 지방시대위원회
- 위원장 1명+20명 이내 위원으로 구성(시·군·구청장 위촉)